# Orde de l'Infant Dom Henrique
L'Orde de l'Infant Dom Henrique (portugués: Ordem do Infante Dom Henrique) és un orde nacional atorgada per la República de Portugal per mèrits rellevants realitzats en benefici de Portugal, la seva cultura, història i valors.

## Història
L'orde fou creat el 1960 per commemorar el 500è aniversari de la defunció de l'Infant Enric el Navegant, fill del Rei Joan I de Portugal i de Felipa de Lancaster, reconeguda figura històrica per esser un dels impulsors dels descobriments portuguesos a les Amèriques.
Els Estatuts originaris del 1960 ha estat modificats el 1962 i el 1974 respectivament, a fi d'adaptar l'orde als esdeveniments històrics del país.
Avui dia, és una de les condecoracions portugueses més prestigioses, havent-se atorgar a diferents personalitats internacionals.

## Graus
L'Orde inclou les sis classes següents:
- Gran Collar (Grande Colar - GColIH)
- Gran Creu (Grã-Cruz - GCIH)
- Gran Oficial (Grande-Oficial - GOIH)
- Comendador (Comendador - ComIH)
- Oficial (Oficial - OIH)
- Cavaller / Dama (Cavaleiro / Dama - CavIH / DamIH)

També consta de dues medalles: 
- Medalla d'Or (Medalha de Ouro - MedOIH)
- Medalla de Plata (Medalha de Prata - MedPIH)

Igual que passa amb altres ordes portuguesos, el títol de membre honorífic (Membro Honorário - MHIH) pot ser atribuït a persones jurídiques o a localitats.
El nombre de membres de cada classe està restringit pels estatuts de l'orde. Les concessions i els seus títols corresponents s'atorguen per decret especial del Gran Mestre de l'Orde, és a dir, el President de la República Portuguesa.